# کاگامی موچی

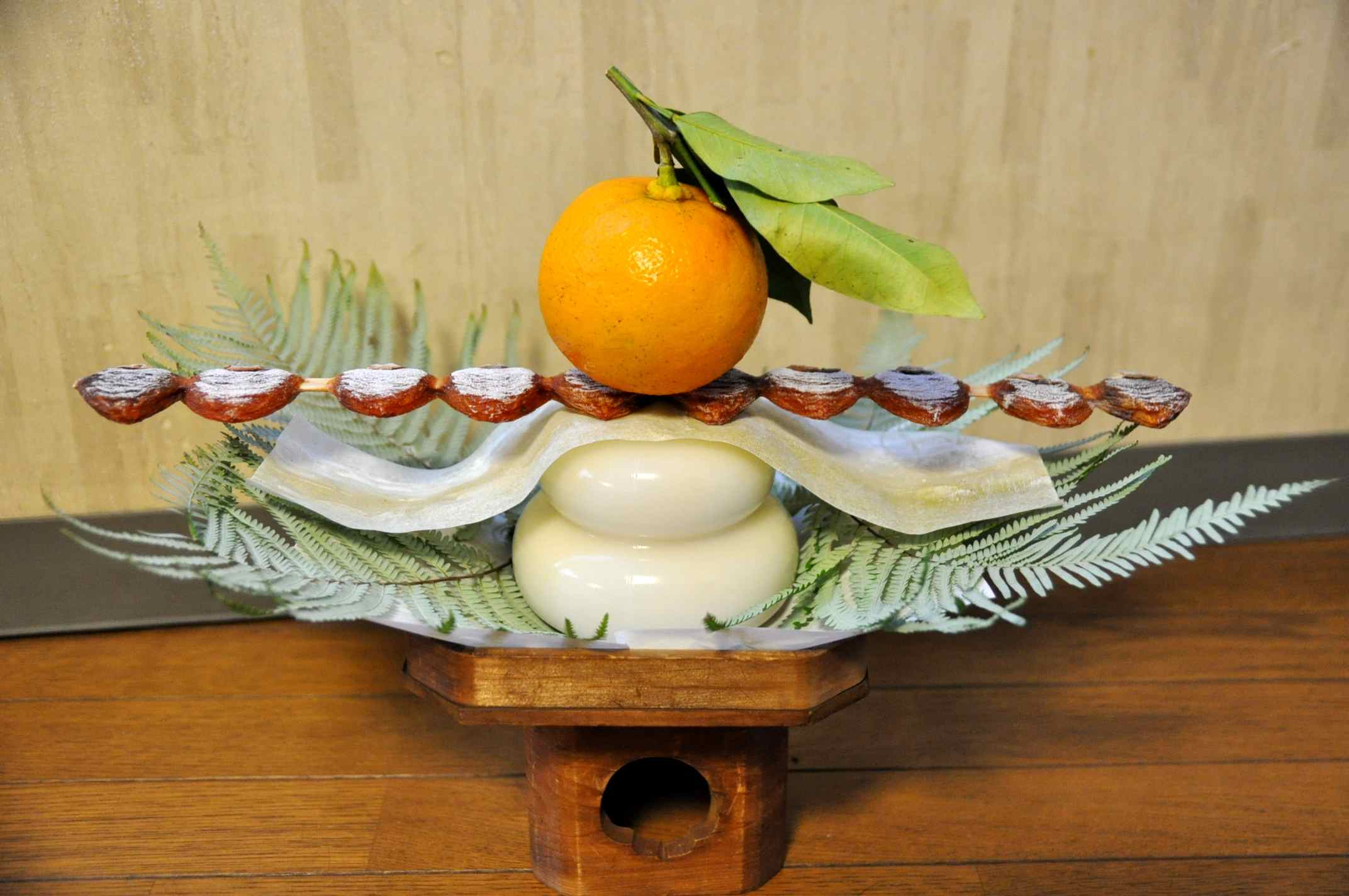
کاگامی مُوچی

کاگامی مُوچی (به ژاپنی: 鏡餅 Kagami mochi) یکی از تزئینات سنتی است که در سال نوی ژاپنی بکار برده می‌شود. کاگامی موچی معمولاً از دو موچی (کیک برنج) گرد و به شکلی که مُوچی کوچکتر بر روی مُوچی بزرگتر قرار بگیرد، تشکیل می‌شود.

## شرح
کاگامی مُوچی برای اولین بار در دوره موروماچی (قرن ۱۴–۱۶) ظاهر شد. گفته می‌شود نام «کاگامی» (به معنی "آینه") در کاگامی موچی از شباهت ظاهری آن با نوعی آینه گرد مسی قدیمی گرفته شد که اهمیت مذهبی نیز داشته‌است. از زمان‌های قدیم موچی غذایی برای روزهای خاص بوده‌است، بعضی از ژاپنی‌ها معتقدند که موچی غذایی است که باید به کامی (رب‌النّوع) سال نو تقدیم کرد. آنها معتقدند که با خوردن موچی از رب‌النّوع سال نو عمری جدید و طولانی می‌گیرند. برای درست کردم کاگامی موچی، دو موچی گرد را روی هم می‌گذارند علت گرد بود موچی‌ها در کاگامی موچی این است که از شکل قلب و روح انسان که تصوّر می‌شود گرد است گرفته شده‌است.
از قدیم بعضی معتقدند که با خوردن کاگامی مُوچی‌ای که به کامی (رب‌النّوع) سال نو تقدیم می‌شود از آن قدرت و عمر جدید و طولانی می‌گیرند. علت اینکه دو موچی را روی هم می‌گذارند این است که یکی علامت خورشید و دیگری علامت ماه است و مردم یکی از آن دو را نماد خوشبختی و دیگری را شانس می‌دانند و با قرار دادن آن دو روی هم می‌خواهند شانس و خوشبختی باهم باشد و از هر دوی آنها برخوردار باشند.
معمولاً زیر کاگامی موچی دو نوع برگ مخصوص بنام‌های «ئوراجیرو» (برگ نوعی سرخس است و از نظر لغوی، ئوراجیرو یعنی برگ پشت سفید) و «یوزوریبا» (یعنی برگی که تند تند می‌ریزد و برگ دیگ جای آن را می‌گیرد. برگ یوزوریبا طوری است که زود می‌افتد و برگ دیگری جای آن را می‌گیرد) قرار می‌دهند و روی کاگامی موچی میوه‌ای به نام «دای دای» که همان پرتقال یا نارنگی ژاپنی است می‌گذارند. کلمه «دای دای» به معنی نسل به نسل است یعنی آن خانواده نسل به نسل ادامه یابد و منقطع نشود.